# Liga prvaka u odbojci za žene
Liga prvaka u odbojci (eng. CEV Champions League) je najjače europsko klupsko natjecanje u odbojci, akoje organizira Europska odbojkaška federacija (CEV). Do sezone 1994./95. se natjecanje nazivalo Kup europskih prvaka, a poslije Liga prvaka.

## Format natjecanja
Sudjeluje 24 klubova, raspoređenih u šest grupa po četiri kluba. Po državama sudionicima može biti do tri kluba u natjecanju. Nakon grupne faze 12 klubova seplasira u dio na ispadanje koji se igra u dva kruga, a pobjednici drugog kruga doigravanja se plasiraju na final four turnir na koji se automatski plasira domaćin, neovisno o uspjehu u grupnoj fazi.

## Sudionici 2013./14.
| - Azeyrol - Baku - İqtisadçı - Baku - Rabita - Baku - VDK Gent Dames - Gent - Agel. Prostějov - Béziers Volley - Béziers - RC - Cannes - Unendo Yamamay Busto - Arsizio | - Prosecco Doc-Imoco - Conegliano - RebecchiN Meccanica - Piacenza - Dresdner SC - Dresden - Schweriner SC - Schwerin - Tauron - Dąbrowa Górnicza - Atom Trefl - Sopot - Ştiinţa - Bacău - Dinamo - Bukurešt | - Dinamo - Kazanj - Dinamo - Moskva - Omička - Omsk - Crvena zvezda - Beograd - VBC Voléro - Zürich - Eczacibasi - Istanbul - Galatasaray - Istanbul - Vakifbank - Istanbul |

## Pobjednci i finalisti
| Sezona      | Pobjednik                     | Finalist                     |
| Kup prvaka  | Kup prvaka                    | Kup prvaka                   |
| ----------- | ----------------------------- | ---------------------------- |
| 1961.       | Dinamo Moskva                 | AZS-AVF Varšava              |
| 1962.       | Burevestnik Odesa             | Slavija Sofija               |
| 1963.       | Dinamo Moskva                 | AZS-AVF Varšava              |
| 1964.       | Levski-Spartak Sofija         | Dynamo Berlin                |
| 1965.       | Dinamo Moskva                 | Dynamo Berlin                |
| 1966.       | CSKA Moskva                   | Dinamo Moskva                |
| 1967.       | CSKA Moskva                   | Dinamo Moskva                |
| 1968.       | Dinamo Moskva                 | CSKA Moskva                  |
| 1969.       | Dinamo Moskva                 | CSKA Moskva                  |
| 1970.       | Dinamo Moskva                 | NIM-SE Budimpešta            |
| 1971.       | Dinamo Moskva                 | Tatran Střešovice-Prag       |
| 1972.       | Dinamo Moskva                 | Tatran Střešovice-Prag       |
| 1973.       | NIM-SE Budimpešta             | Dinamo Moskva                |
| 1974.       | Dinamo Moskva                 | NIM-SE Budimpešta            |
| 1975.       | Dinamo Moskva                 | Levski-Spartak Sofija        |
| 1976.       | Ruda Hvezda Prag              | Levski-Spartak Sofija        |
| 1977.       | Dinamo Moskva                 | NIM-SE Budimpešta            |
| 1978.       | Traktor Schwerin              | NIM-SE Budimpešta            |
| 1979.       | CSKA Sofija                   | NIM-SE Budimpešta            |
| 1980.       | Ruda Hvezda Prag              | Eczacibasi Istanbul          |
| 1981.       | Uraločka Sverdlovsk           | Levski-Spartak Sofija        |
| 1982.       | Uraločka Sverdlovsk           | Dokkum                       |
| 1983.       | Uraločka Sverdlovsk           | Vasas Izzo Budimpešta        |
| 1984.       | CSKA Sofija                   | Olimpia Ravenna              |
| 1985.       | ADK Alma-Ata                  | Olimpia Ravenna              |
| 1986.       | CSKA Moskva                   | Olimpia Ravenna              |
| 1987.       | Uraločka Sverdlovsk           | Olimpia Ravenna              |
| 1988.       | Olimpia Ravenna               | Uraločka Sverdlovsk          |
| 1989.       | Uraločka Sverdlovsk           | Olimpia Ravenna              |
| 1990.       | Uraločka Sverdlovsk           | Olimpia Ravenna              |
| 1991.       | Mladost Zagreb                | Uraločka Sverdlovsk          |
| 1992.       | Olipia Teodora Ravenna        | Mladost Zagreb               |
| 1993.       | Parmalat Matera               | Olimpia Teodora Ravenna      |
| 1994.       | Uraločka Ekaterinburg         | Mladost Zagreb               |
| 1995.       | Uraločka Ekaterinburg         | CV Murcia                    |
| Liga prvaka |                               |                              |
| 1996.       | Parmalat Matera               | Uraločka Ekaterinburg        |
| 1997.       | Foppapedretti Bergamo         | Uraločka Ekaterinburg        |
| 1998.       | Dubrovnik                     | Vakifbank Ankara             |
| 1999.       | Foppapedretti Bergamo         | Vakifbank Ankara             |
| 2000.       | Foppapedretti Bergamo         | Uraločka Ekaterinburg        |
| 2001.       | Volley Modena                 | Caposud Reggio Calabria      |
| 2002.       | RC Cannes                     | Foppapedretti Bergamo        |
| 2003.       | RC Cannes                     | Uraločka Ekaterinburg        |
| 2004.       | Tenerife Marichal             | Pallavolo Sirio Perugia      |
| 2005.       | Foppapedretti Bergamo         | Sant'orsola Asystel Novara   |
| 2006.       | Pallavolo Sirio Perugia       | RC Cannes                    |
| 2007.       | Foppapedretti Bergamo         | Dinamo Moskva                |
| 2008.       | Colussi Perugia               | Zarečie Odinstinovo          |
| 2009.       | Volley Bergamo                | Dinamo Moskva                |
| 2010.       | Volley Bergamo                | Fenerbahce Acibadem Istanbul |
| 2011.       | Vakifgunesttelekom Istanbul   | Rabita Baku                  |
| 2012.       | Fenerbahçe Universal Istanbul | RC Cannes                    |
| 2013.       | Vakifbank Istanbul            | Rabita Baku                  |
| 2014.       | Dinamo Kazanj                 | Vakifbank Istanbul           |
| 2015.       | Eczacıbaşı VitrA Istanbul     | Yamamay Busto Arsizio        |
| 2016.       | Pomì Casalmaggiore            | VakifBank Istanbul           |
| 2017.       | VakifBank Istanbul            | Imoco Volley Conegliano      |

## Poveznice
- službene stranice CEV-a  Arhivirana inačica izvorne stranice od 4. ožujka 2016. (Wayback Machine)
- todor66.com, arhiva Kup/Lige prvaka
- Kup CEV
- Challenge Cup
- Liga prvaka u odbojci za muškarce
- MEVZA liga (žene)